# Pentacloroetano
El pentacloroetano es un líquido incoloro con olor parecido al cloroformo. Es insoluble en agua y más denso. Es tóxico por inhalación e ingestión y puede irritar la piel y ojos. Se usa principalmente como disolvente.

## Obtención
Desde que el tetracloroetileno se produce de forma más económica mediante el proceso de clorinolisis (reacción química similar a la hidrólisis donde el cloro juega un papel similar al agua), la producción industrial de pentacloroetano apenas tiene importancia y actualmente prácticamente no se produce (además de por sus efectos tóxicos). De ser requerido, la síntesis se puede llevar a cabo por distintos procesos:
a) Oxicloración de etileno, obteniendo además de pentacloroetano, hidrocarburos clorados. 
b) Cloración de 1,1,2,2-tetracloroetano bajo radiación ultravioleta, o tricloroetileno a 70 °C en presencia de cloruro férrico, azufre, o radiación ultravioleta. 
c) También puede producirse con buenos rendimientos por cloración de tricoloetileno, obtenido en un proceso en dos pasos que implica la cloración de acetileno para obtener tetracloroetano, y la retirada de cloruro de hidrógeno mediante la acción de un álcali.

## Uso
- Disolvente para aceites y grasas.
- Limpieza de metales.
- Separación de impurezas de carbón. 
- Esterilización de suelos.
- Síntesis orgánica. 
- Agente desecante para madera sumergida en él a temperaturas mayores a 100 °C.
- Antiguamente se usaba para limpieza en seco y como disolvente para acetato de celulosa, ciertos éteres de celulosa, resinas y gomas.

## Impacto medioambiental
Debido a su impacto ambiental, el pentacloroetano no se comercializa ni importa en numerosos países, entre ellos Estados Unidos. Sin embargo, este compuesto puede ser liberado al medio ambiente como producto de la combustión de PVC. Si se libera en suelo húmedo, tiene de moderada a alta movilidad y puede sufrir una lenta hidrólisis química. El pentacloroetano puede volatilizarse lentamente en superficies de suelo secas. Si se libera al agua, la volatilización es un importante, sino el dominante, mecanismo de eliminación (vida media de 5 horas en un río).
Este compuesto también tiene potencial para oxidarse en presencia de luz y formar cloruro de tricloroacético y fosgeno. 
No parece que la hidrólisis química sea ecológicamente importante. Si se libera a la atmósfera, se espera que esté casi completamente en fase vapor.
Puede darse absorción leve de pentacloroetano a sólidos suspendidos o sedimentados.
Debido a su persistencia en la atmósfera pueden ocurrir procesos de transporte de largo alcance.

## Seguridad Química y Manejo
Incendio potencial:  moderado, cuando se expone a calor o a llama.
Límites Inflamables:  No inflamable en pruebas estándar en el aire. 
Procedimientos Contra incendios: agua, dióxido de carbono o productos químicos secos.
Productos de Combustión Tóxicos:  Cuando se calienta hasta su descomposición, emite vapores sumamente tóxicos (CO y HCl) y CO2. 
Potencial explosivo:  Moderadamente explosivo por reacción química espontánea.

## Perfil de Reactividad
La reacción con álcalis o metales producirá una reacción violenta. 
Es incompatible con agentes oxidantes fuertes.

## Efectos en la salud humana

### Efectos de la toxicidad en humanos
1. Náuseas repentinas, vómitos y dolor abdominal. Diarrea tras su ingestión. 
2. Dolores de cabeza, vértigo, confusión, somnolencia, y en ocasiones convulsiones. 
3. Perturbaciones visuales. 
4. Aumento de peso gradual. 
5. Coma y muerte por paro respiratorio.

### Piel, Ojo e Irritaciones Respiratorias
Es irritante en ojos, pulmones, córneas, vías respiratorias superiores, piel y membranas mucosas.

### Evidencia de carcinogénesis
El pentacloroetano no ha sido clasificado como carcinógeno.

## Información ecológica
Instrucciones adicionales: El producto es difícilmente biodegradable.
Indicaciones generales: Vertido en aguas superficiales es tóxico para los peces y el plancton.

## Información reglamentaria
Distintivo según las directrices de la CEE
El producto está catalogado y etiquetado según el procedimiento de cálculo de la última versión válida de la "Directiva general de clasificación de Substancias de la UE", Dir. 67/548/CE, de la última versión válida.
Letra indicadora y denominación de la peligrosidad del producto
Carc. Cat. 3.
T Tóxico.
N Peligroso para el medio ambiente.
Frases-R
40 Posibles efectos cancerígenos.
48/23 Tóxico: riesgo de efectos graves para la salud en caso de exposición prolongada por inhalación.
51/53 Tóxico para los organismos acuáticos, puede provocar a largo plazo efectos negativos en el medio ambiente acuático.
Frases-S
23 No respirar los gases/humos/vapores/aerosoles (denominación(es) adecuada(s) a especificar por el fabricante).
36/37 Úsense indumentaria y guantes de protección adecuados.
45 En caso de accidente o malestar, acúdase inmediatamente al médico (si es posible, muéstresele la etiqueta).
61 Evítese su liberación al medio ambiente. Recábense instrucciones específicas de la ficha de datos de seguridad.
Disposiciones nacionales:
Clase contenido en %: I 100,0.